# Leogangite
La leogangite è un minerale.